# 2024 par pays en Asie
2022 par pays en Asie - 2023 par pays en Asie - 2024 par pays en Asie - 2025 par pays en Asie - 2026 par pays en Asie
Cet article présente les faits marquants de l'année 2024 par pays en Asie.

## Événements

### Continent et mers asiatiques
- Avril : inondations dans des États du golfe Persique.

### Bahreïn
- x

### Bhoutan
- 9 janvier : élections législatives (2d tour).

### Birmanie
- 7 au 8 février : l'armée d'Arakan affirme avoir coulé trois navires de la junte voyageant sur la rivière Kaladan dans l'État de Rakhine, faisant jusqu'à 900 morts. Ce naufrage constitue l'une des pertes les plus importantes de l'histoire de la marine[1].
- 4 avril : la Force de défense du peuple déclare avoir lancé une attaque de 28 drones contre trois cibles à Naypyidaw, capitale administrative du pays[2] ; le Conseil administratif d'État déclare en avoir abattu 13 et qu'ils n'ont pas fait de dommages humains ou matériel[3].
- 7 avril : fin du siège de Myawaddy.
- 2 juillet - 3 août : bataille de Lashio.
- 10 août : plus de 70 personnes sont tuées dans une attaque de drone de l'armée d'Arakan contre des Rohingyas fuyant la Birmanie[4].
- 7 et 8 septembre : le typhon Yagi fait au minimum 419 morts[5].

### Brunei
- x

### Corées
- 5 janvier : la Corée du Nord tire 200 obus d'artillerie près de l'île sud-coréenne de Yeonpyeong, provoquant des évacuations[6].
- 29 mars : la Russie s'oppose à la poursuite de la surveillance des sanctions des Nations unies contre le programme d'armes nucléaires nord-coréen[7].
- 10 avril : élections législatives en Corée du Sud, l'opposition remporte les élections.
- 24 juin : un incendie dans une usine de batteries au lithium à Hwaseong (Corée du Sud) fait au moins 22 morts[8].
- 11 octobre : le Prix Nobel de littérature est attribué à la romancière sud-coréenne Han Kang.
- 3 décembre : le président Yoon Suk-yeol décrète la loi martiale, qui est levée ensuite.
- 14 décembre : le président sud-coréen Yoon Suk-yeol est destitué ; le Premier ministre Han Duck-soo assure l'intérim.
- 27 décembre : Han Duck-soo est destitué par les députés, Choi Sang-mok devient président et Premier ministre par intérim.
- 29 décembre : l'accident du vol Jeju Air 2216 à l'aéroport international de Muan fait 179 morts.

### Émirats arabes unis
- x

### Inde
- 19 avril au 1er juin : élections législatives.

### Indonésie
- 14 février : élections législatives et élection présidentielle, Prabowo Subianto est élu.
- 9 mars : dix-neuf personnes sont tuées et sept autres sont portées disparues lors d'inondations soudaines dans des villages de la régence de Pesisir Selatan, dans la province de Sumatra occidental[9].
- 4 mai : au moins 14 personnes sont tuées par des inondations et des glissements de terrain dans le sud de Sulawesi[10].
- 3 juillet : publication dans Nature de la datation d'une peinture rupestre de la grotte de Leang Karampuang (île de Célèbes en Indonésie) d'une peinture rupestre représentant un cochon verruqueux et trois humains ; estimée vieille de 51 200 ans, il s'agit de la plus ancienne œuvre d'art figurative connue au monde[11].
- 17 août : la nouvelle capitale est déplacée à Nusantara, en remplacement de Jakarta[12].
- 4 novembre : au moins dix personnes sont tuées par l'éruption du mont Lewotobi Lakilaki à Florès[13].

### Irak
- 20 janvier : la base aérienne Al-Asad est ciblée par une quinzaine de roquettes. Selon les premiers rapports, treize sont abattues par la défense antiaérienne, deux touchent la base. Au moins un militaire irakien est blessé[14].
- 3 février : bombardements américains en Irak et en Syrie contre des groupes pro-iraniens.
- 14 mars : le Conseil de sécurité nationale irakien interdit formellement le Parti des travailleurs du Kurdistan (PKK) à la suite d'une réunion de haut niveau entre des responsables irakiens et turcs à Bagdad[15].
- 6 mai : l'armée de l'air turque mène des frappes aériennes sur le Kurdistan irakien, tuant 16 insurgés du PKK[16].
- 30 juillet : treize personnes sont tuées dans une frappe aérienne turque contre des militants kurdes dans le nord de l'Irak[17].

### Iran
- 3 janvier : 84 personnes sont tuées dans un attentat à la bombe à Kerman, lors d'une cérémonie commémorant l'assassinat de Qassem Soleimani.
- 1er mars : élections législatives et élections à l'Assemblée des experts.
- 4 avril : onze personnes et cinq gardiens de la révolution sont tués au Sistan-Baloutchistan par des membres de Jaish ul-Adl, un groupe séparatiste du Baloutchistan[18].
- 13 et 14 avril : attaque militaire contre Israël.

### Japon
- 1er janvier : de puissants séismes font plusieurs dizaines de morts et blessés et provoquent de graves dégâts dans l'ouest du pays.
- 2 janvier : le vol Japan Airlines 516 entre en collision à Tokyo-Haneda avec un avion de secours en faisant 5 morts et plusieurs blessés.

### Jordanie
- 28 janvier : trois soldats américains sont tués et 34 autres blessés dans une attaque de drone contre une base américaine à Rukban, près de la frontière avec la Syrie, par des militants de la Résistance islamique en Irak.
- 10 septembre : élections législatives.

### Kazakhstan
- Avril : inondations dans des régions proches de la Russie.
- 6 octobre : référendum sur la construction d'une centrale nucléaire.
- 25 décembre : un avion d'Azerbaijan Airlines s'écrase sur le sol kazakh avec 67 personnes à bord, dont 29 ont survécu.

### Kirghizistan
- x

### Koweït
- 4 avril : élections législatives.
- 14 juin : un incendie dans un immeuble résidentiel à Mangaf tue au moins cinquante personnes[19].

### Laos
- x

### Liban
- 2 janvier : une frappe aérienne dans la banlieue de Beyrouth provoque la mort de Saleh al-Arouri, numéro 2 du Hamas.
- 23 avril : une frappe aérienne de l'armée de l'air israélienne tue deux personnes et en blesse six autres à Hanine (en)[20].
- 5 mai : des raids aériens israéliens à Meiss El Jabal provoquent des « destructions massives », tuant quatre civils et en blessant trois autres[21].
- 17 mai : des frappes aériennes israéliennes tuent cinq personnes au Liban[22].
- 5 juin : un ressortissant syrien tire plusieurs coups de feu sur l'ambassade américaine à Beyrouth, et est abattu par les forces de sécurité[23].
- 13 juin : le Hezbollah lance plus de 200 roquettes sur le nord d'Israël ; en réponse, l'artillerie israélienne frappe des cibles à Yaroun, Hanine et Yater au sud du Liban[24].
- 17 août : dix ouvriers syriens sont tués lors d'une frappe aérienne israélienne sur une usine de Nabatieh[25].
- 21 août : quatre personnes sont tuées et deux autres blessées par des frappes israéliennes à Daraya, dans le gouvernorat du Mont Liban[26].
- 17 septembre : des explosions de bipeurs font 12 morts et des centaines de blessés.
- 18 septembre : des explosions de talkies-walkies font 20 morts et des centaines de blessés.
- 20 septembre : une frappe israélienne dans la banlieue sud de Beyrouth fait 45 morts, dont plusieurs membres du Hezbollah.
- À partir du 23 septembre : les bombardements israéliens contre le Hezbollah tuent plus de 600 personnes et en blessent plus de 1 800 autres.
- 27 septembre : à Beyrouth, une frappe israélienne sur le quartier général du Hezbollah tue son dirigeant, Hassan Nasrallah.
- 26 novembre : Israël et le Hezbollah conviennent d'un cessez-le-feu de 60 jours pour mettre fin à la guerre au Liban.

### Malaisie
- x

### Maldives
- 21 avril : élections législatives, La coalition du Congrès national du peuple et du Parti progressiste des Maldives du président Mohamed Muizzu remporte une large majorité de sièges.

### Mongolie
- 28 juin : élections législatives.

### Népal
- 25 janvier : élections à l'Assemblée nationale.
- 29 juin : des glissements de terrain font neuf morts, dont trois enfants[27].
- 24 juillet : un Bombardier CRJ-200 s'écrase au décollage à l'aéroport international de Tribhuvan à Katmandou, tuant 18 personnes, et laissant le commandant de bord seul survivant[28].
- 27 et 28 septembre : au moins 101 morts et 64 disparus, après des inondations et des glissements de terrain[29].
- 9 octobre : en atteignant la cime du Shishapangma, le Sherpa népalais Nima Rinji Sherpa devient la plus jeune personne à avoir gravi les 14 sommets de plus de 8 000 mètres d'altitude, à 18 ans[30].

### Oman
- 16 juillet : un attentat près d’une mosquée de Mascate fait six morts[31].

### Ouzbékistan
- 27 octobre : élections législatives.

### Philippines
- 28 juin : les troupes philippines tuent au moins 10 guérilleros communistes présumés, dont trois commandants, près d'un village de Pantabangan (Nueva Ecija)[32].
- 2 août : au moins 11 personnes sont tuées dans un incendie dans un immeuble commercial et résidentiel, à Manille[33].
- 4 septembre : le petit astéroïde 2024 RW1 se désintègre au-dessus des Philippines.
- 30 octobre : au moins 19 personnes sont tuées à la suite de combats déclenchés par un conflit foncier entre deux factions rivales du Front Moro islamique de libération, à Pagalungan (Maguindanao del Sur)[34].

### Qatar
- 5 novembre : référendum constitutionnel.

### Russie
- 15 - 17 mars : élection présidentielle.

### Singapour
- 15 mai : Lawrence Wong est nommé Premier ministre, en remplacement de Lee Hsien Loong.

### Sri Lanka
- 21 septembre : élection présidentielle remportée par Anura Kumara Dissanayaka.
- 14 novembre : élections législatives anticipées.

### Tadjikistan
- x

### Taïwan
- 13 janvier : élections législatives et élection présidentielle, Lai Ching-te est élu président.
- 22 mars : 36 avions de guerre et 5 navires de guerre chinois sont détectés autour de Taïwan[35].
- 3 avril : 
  - séisme à Hualien ;
  - Taïwan affirme que plus de 30 avions de combat de l'armée de l'air chinoise ont pénétré dans l’espace aérien taïwanais et qu’au moins neuf navires de guerre de la marine chinoise ont été détectés autour de Taïwan ; les forces armées de la république de Chine ont été déployées en réponse à cette violation[36].
- 20 avril :  Taïwan annonce avoir détecté vingt-et-un avions militaires chinois autour de l’île de Taïwan[37].
- 23 mai : l'Armée chinoise commence des exercices militaires autour de l'île de Taiwan, en réaction à l'élection du président Lai Ching-te, qu'elle considère comme un séparatiste ; Taïwan mobilise son armée en réponse[38].
- 29 novembre : trente-trois avions et huit navires de guerre chinois sont repérés dans l’espace aérien et eaux territoriales de Taïwan[39].

### Thaïlande
- 17 janvier : au moins 20 personnes sont tuées dans une explosion dans une usine de feux d'artifice à Suphanburi[40].
- 21 mai : accident du vol Singapore Airlines 321.
- 26 juin : élections sénatoriales.
- 14 août : la Cour constitutionnelle destitue Srettha Thavisin de son poste de Premier ministre.
- 16 août : Paethongtarn Shinawatra est élue Première ministre.
- 1er octobre : un accident de bus scolaire et un incendie à Pathum Thani tuent vingt-deux écoliers et trois enseignants[41].

### Timor oriental
- x

### Turkménistan
- x

### Turquie
- 23 octobre : un attentat visant le siège de Turkish Aerospace Industries à Ankara fait 7 morts et 22 blessés.

### Viêt Nam
- 21 mars : le président Võ Văn Thưởng démissionne, la vice-présidente Võ Thị Ánh Xuân assure l'intérim.
- 22 mai : Tô Lâm est élu président par l'Assemblée nationale[42].
- 8 au 9 septembre : le typhon Yagi fait au moins 299 morts au Viêt Nam[43]; et cause d’importantes destructions[44]:  
Dans le village de Nu, dans la province de Lao Cai, des dizaines de personnes périssent lors d'un glissement de terrain provoqué par une crue soudaine[45]. Avant de frapper le Vietnam, le typhon Yagi avait traversé le sud de la Chine et les Philippines, y faisant au moins 24 morts et des dizaines de blessés[46]. Le Laos annonce un mort, La Thaïlande 20 personnes s[47] et la Birmanie fait état, le 14 septembre, de 419 morts.

### Yémen
- 12 janvier : frappes par les forces américaines et britanniques contre les Houthis.
- 27 mai : les Houthis, avec l'aide du Comité international de la Croix-Rouge, libèrent plus de 100 détenus à Sanaa, dans le cadre d'une « initiative humanitaire unilatérale » visant à gracier les prisonniers et à les rendre à leurs familles[48].
- 31 mai : la marine américaine et la Royal Air Force lancent des attaques aériennes, faisant 16 morts et 35 blessés[49].
- 21 juillet : au moins trois personnes sont tuées, et 87 autres blessées, dans des frappes de Tsahal à Hodeïda, ville portuaire, après qu'un drone lancé par des rebelles houthis soutenus par l'Iran a frappé Tel Aviv en Israël[50].
- 8 août : trente personnes sont tuées, cinq sont portées disparues et des centaines sont déplacées après plusieurs jours d'inondations à Hodeïdah et Hajjah[51].
- 28 août : au moins 33 personnes sont tuées à cause de glissements de terrain et de fortes pluies à Al Mahwit[52].